# Srovnejto.cz
	Srovnejto.cz a.s. je česká společnost, která se specializuje na srovnávání a zprostředkování pojištění, půjček a cen energií online. Vznikla v roce 2010 a spolupracuje s více než 40 pojišťovnami, bankovními a nebankovními společnostmi. Srovnejto.cz spadá do československé Skupiny Srovnejto spolu se značkami ePojisteni.cz, Tarifomat, Porovnajto.sk a Superpoistenie.sk. 

## Historie a činnost
Prvním srovnávačem, který historicky patřil do Skupiny Srovnejto, byl ePojisteni.cz, který v roce 2008 založili Dušan Šenkypl, Jan Barta a David Holý.
Společnost Srovnejto.cz patřila spolu s ePojisteni.cz pod NetBrokers Holding, který v roce 2017 přebral 100% podíl. Společnost provozuje online srovnávač produktů pojištění a energetiky a na základě smluv s pojišťovnami zprostředkovává pojištění. V roce 2018 získala zbylý podíl ve společnosti NetBrokers Holding německá společnost Bauer Media Group. Značka Srovnejto.cz byla na trh uvedena v roce 2020, ve stejném roce představila i reklamu s prvním Tomášem Srovnaným. V roce 2022 Srovnejto.cz postavu Tomáše Srovnaného obměnilo a v této podobě je vysílána reklama na různé produkty dodnes.
V prosinci 2023 původní majitel Bauer Media Group dokončil fúzi spolu s Netrisk Group a Srovnejto.cz se spolu s dalšími srovnávači stalo součástí rozšířené skupiny Netrisk. CEO této skupiny srovnávačů v České republice se stal Andrew Fuchs, zakladatel srovnávače Klik.cz, který již pod skupinu Netrisk patří.
Díky online platformě je možné srovnávat nabídky pojištění nebo cen energií a finančních produktů.